# USS LST-163
O USS LST-163 foi um navio de guerra norte-americano da classe LST que operou durante a Segunda Guerra Mundial.